# 코어 서비스
코어 서비스(Core Services)는 OS X과 iOS의 API 모음으로, 카본이나 코코아, 코코아 터치의 내부에 포함되어있다. 코어 서비스는 OS X과 iOS의 여러 기본적인 기능들을 담고 있으며, 그 종류에는 소리를 담당하는 API인 코어 오디오, 동영상 출력을 담당하는 코어 비디오 등이 있다.